# كل شيء عن أمي (فلم)
كل شيء عن أمي (بالإنجليزية: All About My Mother) هو فيلم كوميدي تم إنتاجه في فرنسا وإسبانيا وصدر في سنة 1999.
حقق الفيلم نجاحًا تجاريًا ونقديًا على المستوى الدولي، حيث فاز بجائزة الأوسكار لأفضل فيلم بلغة أجنبية بالإضافة إلى جائزة جولدن جلوب لأفضل فيلم بلغة أجنبية وجوائز البافتا لأفضل فيلم ليس باللغة الإنجليزية وأفضل إخراج (بيدرو ألمودوبار). حصل الفيلم أيضًا على ستة جوائز جويا بما في ذلك أفضل فيلم وأفضل مخرج وأفضل ممثلة (سيسيليا روث).

## بطولة
- سيسيليا روث بدور مانويلا إتشيفاريا
- ماريسا باريديس بدور هوما روجو
- كانديلا بينيا بدور نينا كروز
- أنطونيا سان خوان بدور أغرادو
- بينيلوبي كروز بدور روزا
- روزا ماريا ساردا بدور والدة روزا
- فرناندو فرنان غوميز بدور والد روزا
- إيلوي أزورين بدور إستيبان إتشيفاريا
- توني كانتو بدور لولا

## العرض
عُرض الفيلم لأول مرة في إسبانيا في 8 أبريل 1999، ودخل إلى دور العرض العامة في 16 أبريل. عرض في مهرجان كان السينمائي، ومهرجان كارلوفي فاري السينمائي، ومهرجان أوكلاند السينمائي، ومهرجان أوستن السينمائي ، ومهرجان ثيسالونيكي السينمائي الدولي، ومهرجان نيويورك السينمائي قبل الدخول في إصدار محدود في الولايات المتحدة. حقق في النهاية 9,962,047 يورو في إسبانيا (12,595,016 دولارًا أمريكيًا)، و8,272,296 دولارًا أمريكيًا في الولايات المتحدة و59,600,000 دولارًا أمريكيًا في الأسواق الخارجية ليبلغ إجمالي شباك التذاكر في جميع أنحاء العالم 67,872,296 دولارًا أمريكيًا.

## ترشيحات وجوائز

### جائزة الأوسكار
- جائزة الأوسكار لأفضل فيلم بلغة أجنبية (فاز).

### جوائز الأكاديمية البريطانية للأفلام
- أفضل فيلم ليس باللغة الإنجليزية (فاز)
- أفضل إخراج (بيدرو ألمودوبار، فاز)
- أفضل سيناريو – أصلي (بيدرو ألمودوبار، ترشح – خسر لصالح فيلم كونه جون مالكوفيتش، للمخرج تشارلي كوفمان)

## وصلات خارجية
- كل شيء عن أمي على موقع IMDb (الإنجليزية)
- كل شيء عن أمي على موقع ميتاكريتيك (الإنجليزية)
- كل شيء عن أمي على موقع الموسوعة البريطانية (الإنجليزية)
- كل شيء عن أمي على موقع روتن توميتوز (الإنجليزية)
- كل شيء عن أمي على موقع نتفليكس (الإنجليزية)
- كل شيء عن أمي على موقع ألو سيني (الفرنسية)
- كل شيء عن أمي على موقع Turner Classic Movies (الإنجليزية)
- كل شيء عن أمي على موقع أول موفي (الإنجليزية)
- كل شيء عن أمي على موقع بوكس أوفيس موجو (الإنجليزية)
- كل شيء عن أمي على موقع فيلمافينيتي (الإسبانية)